# Josh Donaldson
Joshua Adam Donaldson (nascido em 8 de dezembro de 1985) é um jogador profissional de beisebol aposentado que atuava como terceira base pelo New York Yankees da Major League Baseball (MLB). Foi inicialmente escolhido pelo Chicago Cubs no draft de 2007 da MLB após jogar beisebol universitário pela Universidade de Auburn. Donaldson fez sua estreia na MLB pelo Oakland Athletics em 2010 como catcher, progredindo com a equipe e mudando de posições até a terceira base. Foi convocado pela primeira vez para o All-Star Game em  2014.
Após ser negociado com o Toronto Blue Jays, Donaldson foi votado como MVP da Liga Americana na temporada de 2015, o primeiro jogador dos Blue Jays a ser escolhido MVP desde George Bell vencer o prêmio em 1987 e foi escolhido como titular no All-Star Game de 2015, ganhando o maior número de votos dos fãs. Donaldson também venceu o prêmio Silver Slugger Award e liderou a Liga Americana em RBI e corridas anotadas. Foi negociado com o Cleveland Indians em agosto de 2018 e posteriormente assinou como free agent com os Braves em novembro de 2018. Ele depois jogou pelo Minnesota Twins antes de assinar com o New York Yankees.